# Hemiergis
Hemiergis – rodzaj jaszczurek z podrodziny Sphenomorphinae w rodzinie scynkowatych (Scincidae).

## Zasięg występowania
Rodzaj obejmuje gatunki występujące w Australii.

## Systematyka

### Etymologia
Hemiergis: gr. ἡμιεργης hēmiergēs „w połowie opracowany, niewyrobiony”.

### Podział systematyczny
Do rodzaju należą następujące gatunki: 
- Hemiergis decresiensis (Cuvier, 1829)
- Hemiergis gracilipes (Steindachner, 1870)
- Hemiergis initialis (Werner, 1910)
- Hemiergis millewae Coventry, 1976
- Hemiergis peronii (Gray, 1831)
- Hemiergis quadrilineatus (Duméril & Bibron, 1839)
- Hemiergis talbingoensis Copland, 1946